# Smilisca
Smilisca is een geslacht van kikkers uit de familie boomkikkers (Hylidae). De groep werd voor het eerst wetenschappelijk beschreven door Edward Drinker Cope in 1865.
Er zijn acht soorten die voorkomen in Noord-Amerika (Verenigde Staten, Mexico), Midden-Amerika en noordwestelijk Zuid-Amerika.

## Soorten
Geslacht Smilisca
- Soort Smilisca baudinii
- Soort Smilisca cyanosticta
- Soort Smilisca dentata
- Soort Smilisca fodiens
- Soort Smilisca manisorum
- Soort Smilisca phaeota
- Soort Smilisca puma
- Soort Smilisca sila
- Soort Smilisca sordida

Anotheca · 
Bromeliohyla · 
Charadrahyla · 
Diaglena · 
Dryophytes · 
Duellmanohyla · 
Ecnomiohyla · 
Exerodonta · 
Hyla · 
Isthmohyla · 
Megastomatohyla · 
Plectrohyla · 
Ptychohyla · 
Rheohyla · 
Sarcohyla · 
Smilisca · 
Tlalocohyla · 
Triprion